# Provincia de Gaziantep
La provincia de Gaziantep es una de las 81 provincias en que está dividida Turquía, administrada por un gobernador designado por el Gobierno central.

## Geografía

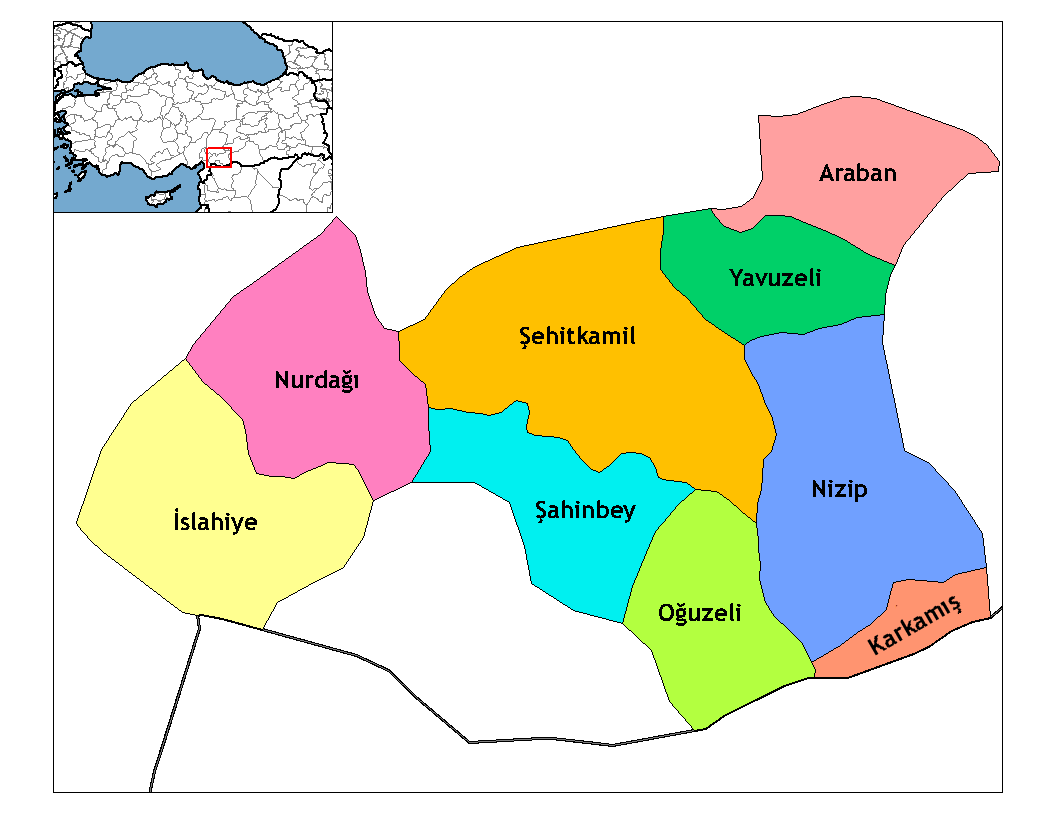
Distritos

Gaziantep es una provincia situada en la región central del sur de Turquía, y es también el nombre de la capital de la provincia y su ciudad más poblada (853.513 en 2000). Su nombre durante bajo el mandato del Imperio bizantino fue Aintab.
Uno de los centros comerciales más conocidos de la región en la antigüedad, la provincia es asimismo una de las zonas industriales más importantes de la Turquía actual, y destaca su agricultura por la ingente producción de pistacho, ampliamente reconocido en el mundo así como por sus reputados dulces, los baclava, en los que el pistacho es un ingrediente primordial.

## Distritos

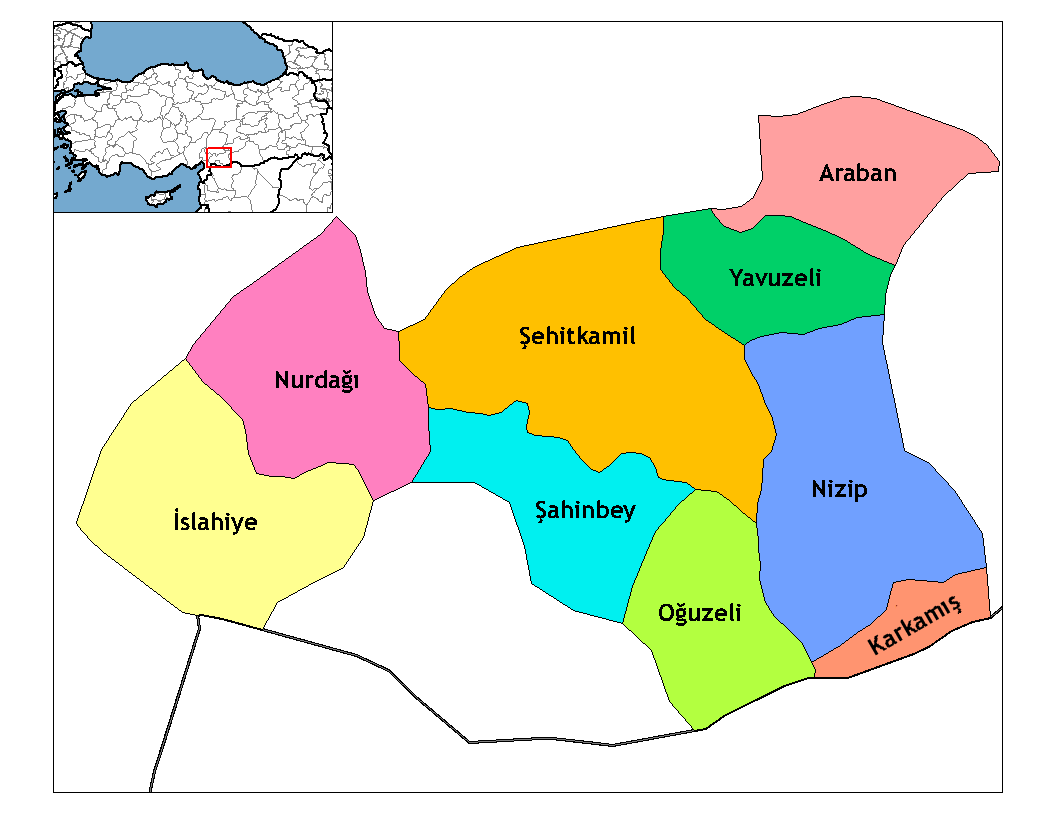
Distritos de la provincia de Gaziantep

La provincia se  divide en 9 distritos:
- Araban
- İslahiye
- Karkamış
- Nizip
- Nurdağı
- Oğuzeli
- Şahinbey
- Şehitkamil
- Yavuzeli

## Historia
En la antigüedad, los amorritas de yamkhad, los hititas y más tarde los asirios controlaron la región. Enclave crucial durante el desarrollo de las Cruzadas, Saladino obtuvo la victoria en una batalla clave en Gaziantep en 1183. Tras la Primera Guerra Mundial y la posterior desintegración del Imperio otomano, fue invadida por fuerzas militares francesas durante la Guerra de Independencia Turca (1919-1923). Fue devuelta al control turco después de la firma del Tratado de Lausana, que formalmente finalizaba las hostilidades entre Turquía y los Aliados durante la Primera Guerra Mundial.
En un principio conocida como Antep, el título de gazi (que significa héroe/veterano de guerra en idioma turco) le fue otorgado a la provincia y a la capital provincial en 1921, debido al extraordinario valor de su población durante la Guerra Independencia Turca, siendo el motivo de que su nombre actual sea Gaziantep.